# جيهان خماس
جيهان خماس (13 مارس 1988-)، عارضة أزياء ممثلة مغربية تعيش في لبنان.

## حياتها
ولدت في الرباط أصلها من مدينة مراكش المغربية.

### حياتها الأسرية
تزوجت من شاب لبناني يدعى وسام السفطلي، رزقت منه بابنها آدم 

## مشوارها المهني
بدأت بالعمل كعارضة أزياء في سن الخامسة عشرة
عام 2005 تم قبولها للمشاركة في برنامج المواهب ستار أكاديمي 3 لكنها خرجت من البرايم الأول. وشاركت بعدها كمتسابقة عن فئة عارضات الأزياء في برنامج تلفزيون الواقع ميشن فاشن 3، حيث تأهلت للنهائيات وحصلت على المركز الثاني وعملت كعارضة أزياء في لبنان، إنتقلت بعدها للعمل مقدمة برامج في  تلفزيون الجرس بدايتها في التمثيل كانت بمشاركة صغيرة في مسلسل «لو»، انطلاقتها الفعلية كانت في التمثيل من خلال مسلسل الباشا بدور «عاصي» وحقق لها انتشارا

## أعمالها

### في التلفزيون
| سنة الإنتاج | اسم المسلسل       | الشخصية |
| ----------- | ----------------- | ------- |
| 2025        | بحبك أنا          | ريما    |
| 2022        | الزوجة الأولى     | د.ريما  |
| 2021        | حكايتي            | لولوة   |
| 2020        | يا دللي يا أنا    | رامونا  |
| 2019        | الباشا            | شوكت    |
| 2018        | أصحاب تلاتي       | لارا    |
| 2018        | كل الحب كل الغرام | زينة    |
| 2017        | زوجتي أنا         |         |
| 2017        | خلخال             |         |
| 2016        | وجع الروح         |         |
| 2015        | لو                | نانسي   |

### في السينما
| سنة الإنتاج | الفيلم  | الشخصية |
| ----------- | ------- | ------- |
| 2019        | بالصدفة |         |